# John Bosley
John William Bosley (ur. 4 maja 1947 w Toronto, zm. 28 kwietnia 2022 tamże) – kanadyjski polityk, działacz Progresywno-Konserwatywnej Partii Kanady, przedsiębiorca.
W latach 1979–1993 reprezentował okręg wyborczy Don Valley West w Izbie Gmin. Od 1984 do 1986 był spikerem tej izby.
Od 1987 jest członkiem Królewskiej Tajnej Rady dla Kanady.